# Felix Smetana
Felix Louis Smetana (né le 26 septembre 1907 à Dresde, mort le 23 décembre 1968 à Vienne) est un chef décorateur germano-autrichien.

## Biographie
Smetana va au Realgymnasium de sa ville natale et reçoit sa formation à l'École supérieure des beaux-arts de Dresde. Presque en même temps, il acquiert des connaissances pratiques en tant que metteur en scène adjoint et scénographe du théâtre. En 1927, il est nommé scénographe au Potsdam Schauspielhaus et l'année suivante, il s'installe au Schauspielhaus de Zurich. Au Staatsoper Berlin, il est également responsable de la scénographie d'une production de l'oeuvre de Mozart Idomeneo, re di Creta en 1928. Par la suite, de 1928 à 1941, des engagements conduisent Smetana en Suède, aux Pays-Bas, au Danemark, en Hongrie, en Tchécoslovaquie et en Grande-Bretagne.
Après la Seconde Guerre mondiale, où Smetana portait l'uniforme à partir de 1941, et son retour de captivité en 1947, le résident viennois retourne au théâtre et conçoit les décors de nombreuses productions au Burgtheater, Akademietheater, Volkstheater, Theater in der Josefstadt, Renaissancetheater ainsi que sur des scènes plus petites, comme le Wiener Werkel, le Theater der Courage et la Kleine Haus in der Liliengasse. En outre, Smetana conçoit des décors pour le théâtre d'État de Salzbourg à partir de 1948. De 1948 à 1950, il écrit et réalise des programmes radio pour plusieurs diffuseurs autrichiens.
Smetana découvre le cinéma à son arrivée à Berlin, où il reçoit une formation complémentaire du chef décorateur Robert Neppach. De 1929 à 1935, Smetana est salarié des sociétés de production Terra et UFA.
Néanmoins, Smetana ne commence à concevoir des décors de cinéma qu'à partir de 1950. Au cours des douze années suivantes, il crée une multitude de productions de divertissement principalement autrichiennes et parfois allemandes, qui n'ont cependant guère de valeur artistique. Il travaille avec des réalisateurs comme Franz Antel, Fritz Kortner, Theo Lingen ou Géza von Cziffra. Lors du déclin du cinéma autrichien au début des années 1960, Felix Smetana passe à la télévision et est principalement responsable de séries. Il meurt au cours du tournage de Donaug'schichten, une production austro-allemande.
Smetana fut l'époux de la costumière Katharina « Käte » Furreg (1908–1971).

## Filmographie
- 1950 : Mariage dans le foin
- 1951 : Le Vieux Pécheur
- 1952 : Ideale Frau gesucht
- 1952 : Hallo Dienstmann
- 1952 : Frühlingsstimmen
- 1953 : La Chanson du vin nouveau (de)
- 1953 : Lavendel
- 1953 : Ich und meine Frau
- 1953 : L'Amoureuse aventure
- 1953 : Le Gueux immortel
- 1954 : Victoria et son hussard
- 1954 : La Faute du docteur Frank
- 1954 : Das Licht der Liebe
- 1955 : Spionage (de)
- 1955 : Oh – diese „lieben“ Verwandten (de)
- 1955 : La Patronne de la Couronne d'or (de)
- 1955 : Sarajevo
- 1956 : Liebe, die den Kopf verliert
- 1956 : Vergiß, wenn du kannst
- 1956 : L'Étudiant pauvre (de)
- 1956 : Das Erbe vom Pruggerhof
- 1956 : Ein Herz und eine Seele
- 1956 : Pulverschnee nach Übersee (de)
- 1957 : Vater macht Karriere
- 1957 : Hoch droben auf dem Berg (de)
- 1957 : Skandal in Ischl (de)
- 1957 : Almenrausch und Edelweiß (de)
- 1958 : Akt mit Geige (TV)
- 1958 : La Rue aux filles
- 1958 : Le Labyrinthe de l'amour (Frauensee) de Rudolf Jugert
- 1959 : Pépées pour l'Orient (de)
- 1959 : Des filles pour le mambo-bar (de)
- 1960 : Der liebe Augustin (aussi acteur)
- 1961 : Geständnis einer Sechzehnjährigen
- 1961 : Une étoile descend du ciel (de)
- 1961 : Unsere tollen Tanten
- 1962 : Drei Liebesbriefe aus Tirol
- 1963 : Leutnant Gustl (TV)
- 1965 : An der schönen blauen Donau (TV)
- 1965–1970 : Donaugeschichten (de) (série télévisée)
- 1966 : Luftkreuz Südost (série télévisée)
- 1966–1968 : Pater Brown (série télévisée)
- 1967 : Postlagernd Opernball - Die Affäre Redl (TV)
- 1969 : Traumnovelle (TV)